# Luis Landaburu
Luis Alberto Landaburu (Ramos Mejía, Buenos Aires; 22 de septiembre de 1953). Es un exfutbolista argentino. Jugaba de arquero y se retiró en Lutgardis Riveros Gigena de la provincia de Córdoba. Era apodado La Foca.

## Trayectoria
Landaburu fue un arquero de excelente nivel al que le tocó ser suplente de Ubaldo Fillol en River Plate entre 1975 y 1980. Pedido en esos años por diversos clubes, Ángel Labruna se negó siempre a venderlo porque lo consideraba, después de Fillol, el mejor arquero del fútbol argentino. En 1970 tuvo un breve paso por Defensores de Belgrano. En 1981 fue transferido a Vélez Sarsfield. En la temporada 1981-82 fue contratado por los Jaibos del Tampico de la Primera División de México, donde permaneció solo una temporada dado que el equipo se fue al descenso y en ese tiempo no se permitían jugar extranjeros en la 2a. División. En 1982 fue contratado por Estudiantes (Río Cuarto) proveniente del Tampico A.C. de México que se había ido al descenso ese año y no los pudo retener. Llegó a Colombia al Cúcuta como primer destino, Bucaramanga de Colombia fue su próximo destino y una seria lesión sufrida en ese país lo hizo dudar sobre su futuro. Regresó a su primer club, Estudiantes de Caseros, para jugar en la Primera B (fue el mejor arquero de la temporada 86/87). En 1992 estuvo en Lutgardis Riveros.
Posee experiencia como formador de arqueros de divisiones inferiores, ya que por sus manos pasaron guardavallas como Roberto Bonano, Joaquín Irigoytía, Germán Lux y Franco Costanzo.
Entre el 2002 y el 2004 se desempeñó como entrenador de arqueros en el club Nueva Chicago, en el 2005 volvió a River Plate para trabajar en las inferiores y como entrenador de arqueros, cumpliendo en estos últimos meses una prolífica labor al frente de la divisiones inferiores del Huracán.
Como director técnico cuenta con la experiencia de haber dirigido la 3.ª división de Vélez Sarsfield y el selectivo sub-17 de River Plate, con el que alcanzó un subcampeonato mundial de clubes en Italia. A principios de 2012, fue ayudante de campo de Mario Finarolli en el Club Almagro de la Primera B. En el año 2015 regresó al Club Atlético Estudiantes para desempeñarse como entrenador de arqueros en las divisiones inferiores.

## Clubes
| Club                        | País      | Año       |
| --------------------------- | --------- | --------- |
| Estudiantes (BA)            | Argentina | 1971-1974 |
| River Plate                 | Argentina | 1975-1980 |
| Vélez Sarsfield             | Argentina | 1981      |
| Club Deportivo Tampico A.C. | México    | 1981-1982 |
| Estudiantes (RC)            | Argentina | 1982-1983 |
| Cúcuta Deportivo            | Colombia  | 1983      |
| Atlético Bucaramanga        | Colombia  | 1984-1986 |
| Estudiantes (BA)            | Argentina | 1987-1991 |
| Lutgardis Riveros Gigena    | Argentina | 1992      |